# Davy Graham
Davy Graham, all'anagrafe David Michael Gordon Graham (Hinckley, 26 novembre 1940 – 15 dicembre 2008), è stato un chitarrista inglese.

## Carriera artistica
È conosciuto soprattutto per il brano strumentale Angi, registrato nel 1961 e pubblicato nel suo primo EP del 1962, 3/4 AD. In seguito il brano è stato arrangiato da Bert Jansch con il titolo "Angie", e da Paul Simon che, con il titolo "Anji" lo ha incluso  nell'album Sounds of Silence, divenendo infine un classico per i chitarristi amanti del fingerpicking.
È stato uno dei maggiori interpreti del folk revival britannico: nel suo stile eclettico convergevano influenze di blues, jazz e raga indiani. Grazie al personale e originale uso della tecnica del fingerpicking è stato ispiratore di molti musicisti folk e rock come Bert Jansch, John Renbourn, Martin Carthy, Ralph McTell, Nick Drake, Paul Simon e Jimmy Page. Quest'ultimo, nella realizzazione del brano White Summer si è basato su brani scritti da Graham (She Moved Thru' the Bizarre/Blue Raga e Mustapha).
Graham ha collaborato, tra gli altri, con la cantante Shirley Collins.
All'inizio degli anni settanta scomparve dalla scena per dedicarsi ad altre attività. Dopo aver passato un periodo di tossicodipendenza è ritornato nel 2005 sulle scene fino alla morte avvenuta nel 2008.

## Discografia

### Album
- 1962 - 3/4 AD (EP) con Alexis Korner
- 1963 - From a London Hootenanny (EP) con The Thameside Four
- 1963 - The Guitar Player
- 1964 - Folk, Blues and Beyond
- 1966 - Midnight Man
- 1968 - Large as Life and Twice as Natural
- 1969 - Hat
- 1970 - Holly Kaleidoscope
- 1970 - Godington Boundary con Holly Gwinn
- 1976 - All That Moody
- 1978 - The Complete Guitarist
- 1979 - Dance for Two People
- 1985 - Folk Blues and All Points in Between
- 1991 - Playing in Traffic
- 1991 - The Guitar Player ... Plus
- 1997 - After Hours
- 2008 - Broken Biscuits
- 2009 - The Best Of Davy Graham (A Scholar & A Gentleman)
- 2012 - Anthology 1961 - 2007 Lost Tapes